# Peter Cellier
Peter Cellier (Hendon, 12 luglio 1928) è un attore britannico.

## Biografia
Proviene da una famiglia di attori, infatti anche il padre Frank e la sorella Antoinette sono attori.
È principalmente noto per le serie televisive Yes Minister e Yes, Prime Minister, mentre il ruolo cinematografico più importante lo ebbe in Barry Lyndon.

## Filmografia

### Cinema
- Morgan matto da legare (Morgan: A Suitable Case for Treatment), regia di Karel Reisz (1966)
- Gli anni dell'avventura (Young Winston), regia di Richard Attenborough (1972)
- Luther, regia di Guy Green (1974)
- Un uomo in casa (Man About the House), regia di John Robins (1974)
- L'uomo venerdì (Man Friday), regia di Jack Gold (1975)
- Barry Lyndon, regia di Stanley Kubrick (1975)
- Jabberwocky, regia di Terry Gilliam (1977)
- Il principe e il povero (The Prince and the Pauper), regia di Richard Fleischer (1977)
- Holocaust 2000, regia di Alberto De Martino (1977)
- L'uomo puma, regia di Alberto De Martino (1980)
- Breaking Glass, regia di Brian Gibson (1980)
- Momenti di gloria (Chariots of Fire), regia di Hugh Hudson (1981)
- E la nave va, regia di Federico Fellini (1983)
- Camera con vista (A Room with a View), regia di James Ivory (1985)
- Personal Services, regia di Terry Jones (1987)
- Casa Howard (Howards End), regia di James Ivory (1992)
- Quel che resta del giorno (The Remains of the Day), regia di James Ivory (1993)
- Stanley e il drago (Stanley's Dragon), regia di Gerry Poulson (1994)
- Mrs. Dalloway, regia di Marleen Gorris (1997)
- Ladies in Lavender, regia di Charles Dance (2004)

### Televisione
- Gli invincibili (The Protectors) – serie TV, episodi 1x08-2x04 (1972-1973)
- Gli infallibili tre (The New Avengers) – serie TV, episodio 1x10 (1976)
- Crown Court – serie TV, 4 episodi (1977-1982)
- L'ispettore Barnaby (Midsomer Murders) – serie TV, episodio 6x01 (2003)